# Stanley Fingland
Sir Stanley James Gunn Fingland, CMG (* 19. Dezember 1919; † 20. Januar 2003) war ein britischer Diplomat, der unter anderem von 1966 bis 1969 Hochkommissar in Sierra Leone, zwischen 1972 und 1975 Botschafter in Kuba sowie zuletzt von 1975 bis 1979 Hochkommissar in Kenia war.

## Leben
Stanley James Gunn Fingland, Sohn von Samuel Gunn Fingland und dessen Ehefrau Agnes Christina Watson, besuchte die 1128 gegründete Royal High School in Edinburgh, die als älteste Schule in Schottland und als eine der ältesten in Europa gilt, und trat am 11. November 1936 als Verwaltungsmitarbeiter im öffentlichen Dienst (Civil Service) bei der Post ein. Zu Beginn des Zweiten Weltkrieges absolvierte er eine Offiziersausbildung bei der 152th Officer Cadet Training Unit (OCTU) und wurde nach deren Abschluss am 28. Dezember 1940 Leutnant (Second Lieutenant) bei der Fernmeldetruppe (Royal Corps of Signals) Im Laufe des Krieges nahm er an Kampfeinsätzen im Mittelmeerraum in Nordafrika, Sizilien, Italien und Ägypten und wurde zuletzt zum Hauptmann (Captain) befördert und bekleidete zeitweise den vorübergehenden Dienstgrad eines Majors (Temporary Major). Er wurde für seine Verdienste am 23. Mai 1946 im Kriegsbericht erwähnt (Mentioned in dispatches) und erhielt zudem am 28. Januar 1949 die Efficiency Medal.
Nachdem Fingland als Hauptmann und mit dem Ehrenrang eines Majors (Honorary Major) aus dem Militärdienst ausgeschieden war, trat er 1948 in das 1947 neu gegründete Ministerium für die Beziehungen zum Commonwealth of Nations (Commonwealth Relations Office) ein. In den folgenden Jahren war er im Hochkommissariat in Indien, in der Botschaft in Australien sowie zwischen 1958 und 1960 außenpolitischer Berater des Generalgouverneurs von Nigeria, Sir James Wilson Robertson. Nach der Unabhängigkeit Nigerias am 1. Oktober 1960 blieb er dort und fungierte zwischen 1969 und 1961 als Botschaftsrat und stellvertretender Hochkommissar. Im Anschluss fungierte er zwischen 1962 und 1964 als stellvertretender Hochkommissar in Trinidad und Tobago sowie von 1964 bis 1966 als stellvertretender Hochkommissar in Rhodesien, wo er am 11. November 1965 die einseitige Ausrufung der vom Vereinigten Königreich nicht anerkannten Unabhängigkeit durch Premierminister Ian Smith erlebte. Für seine Verdienste wurde er am 1. Januar 1966 Companion des Order of St Michael and St George (CMG).
Am 21. April 1966 wechselte Stanley Fingland in den diplomatischen Dienst (HM Diplomatic Service) und wurde daraufhin 1966 Nachfolger von Desmond Crawley als Hochkommissar in Sierra Leone. Er bekleidete dieses Amt bis zu seiner Ablösung durch Stephen Olver 1969 und erlebte in dieser Verwendung drei Staatsstreiche. Nach seiner Rückkehr war er im Außenministerium (Foreign and Commonwealth Office) zwischen 1969 und 1970 als Assistant Under-Secretary for Foreign and Commonwealth Affairs (South-East Asia) zunächst Leiter der Unterabteilung Südostasien sowie im Anschluss von 1970 bis 1972 als Assistant Under-Secretary for Foreign and Commonwealth Affairs (Central and Southern Africa) Leiter der Unterabteilung Zentral- und Südliches Afrika. Daraufhin löste er am 15. September 1972 Richard Sykes als Botschafter in Kuba ab. Er verblieb auf diesem Posten bis 1979 und wurde daraufhin von Sir Edward Jackson abgelöst.
Zuletzt wurde Fingland 1975 Nachfolger von Arthur Antony Duff als Hochkommissar in Kenia und verblieb in dieser Funktion bis zum Erreichen der Altersgrenze von 60 Jahren 1979, woraufhin Sir John Robert Williams sein dortiger Nachfolger wurde. In dieser Funktion war er zugleich in Nairobi zwischen 1975 und 1979 auch Ständiger Vertreter beim Umweltprogramm der Vereinten Nationen sowie zuletzt auch Ständiger Vertreter bei dem 1978 in Nairobi gegründeten Programm der Vereinten Nationen für menschliche Siedlungen. Während dieser Zeit wurde er am 1. Januar 1979 zum Knight Commander des Order of St Michael and St George (KCMG) geschlagen und führte seither den Namenszusatz „Sir“. Er war seit 1946 mit Nellie Lister verheiratet.